# Phân thớ tiếp tuyến
Bản mẫu:Chuyên ngành

Phân thớ tiếp tuyến giống như là toàn bộ các không gian tiếp tuyến được gắn lại với nhau một cách trơn tru và phân biệt.

Trong hình học vi phân, phân thớ tiếp tuyến (hay phân thớ tiếp xúc) của một đa tạp khả vi {\displaystyle M} là một đa tạp {\displaystyle TM} bao gồm tất cả các véc-tơ tiếp tuyến của {\displaystyle M}. Như một tập hợp, nó là hợp rời của các không gian tiếp tuyến của {\displaystyle M}. Tức là,
{\displaystyle {\begin{aligned}TM&=\bigsqcup _{x\in M}T_{x}M\\&=\bigcup _{x\in M}\left\{x\right\}\times T_{x}M\\&=\bigcup _{x\in M}\left\{(x,y)\mid y\in T_{x}M\right\}\\&=\left\{(x,y)\mid x\in M,\,y\in T_{x}M\right\}\end{aligned}}}
trong đó {\displaystyle T_{x}M} biểu thị không gian tiếp tuyến {\displaystyle M} tại điểm {\displaystyle x}.
Vì vậy, một phần tử của {\displaystyle TM} có thể được coi là một cặp {\displaystyle (x,v)} với {\displaystyle x} là một điểm của {\displaystyle M} và {\displaystyle v} là một véc tơ tiếp tuyến với {\displaystyle M} tại {\displaystyle x}. Có một phép chiếu tự nhiên
{\displaystyle \pi :TM\twoheadrightarrow M}
được định nghĩa bởi {\displaystyle \pi (x,v)=x}. Phép chiếu này ánh xạ toàn bộ không gian tiếp tuyến {\displaystyle T_{x}M} đến điểm duy nhất {\displaystyle x}.

## Vai trò
Một trong những vai trò chính của phân thớ tiếp tuyến là cung cấp miền và tập xác định cho đạo hàm của hàm trơn. Cụ thể, nếu {\displaystyle f:M\rightarrow N} là một hàm trơn, với {\displaystyle M} và {\displaystyle N} đa tạp trơn, đạo hàm của nó là một hàm trơn {\displaystyle Df:TM\rightarrow TN}.

## Cấu trúc tô-pô và cấu trúc trơn
Nếu M là một đa tạp n chiều, thì nó được trang bị một họ các hệ tọa độ {\displaystyle (U_{\alpha },\phi _{\alpha })}.
Các tọa độ cục bộ trên U này tạo ra một đẳng cấu {\displaystyle T_{x}M\rightarrow \mathbb {R} ^{n}} cho tất cả {\displaystyle x\in U}. Ta định nghĩa
{\displaystyle {\widetilde {\phi }}_{\alpha }\colon \pi ^{-1}\left(U_{\alpha }\right)\to \mathbb {R} ^{2n}}
bởi
{\displaystyle {\widetilde {\phi }}_{\alpha }\left(x,v^{i}\partial _{i}\right)=\left(\phi _{\alpha }(x),v^{1},\cdots ,v^{n}\right)}
Ta sử dụng các bản đồ này để định nghĩa cấu trúc tô-pô và cấu trúc trơn của {\displaystyle TM}.

## Đa tạp khả song
Một trường mục tiêu trên một đa tạp {\displaystyle n} chiều là một họ {\displaystyle n} trường véc-tơ {\displaystyle X_{1},\dots ,X_{n}} trên {\displaystyle M} sao cho với mọi {\displaystyle p\in M}, {\displaystyle X_{1}(p),\dots ,X_{n}(p)} là một cơ sở của {\displaystyle T_{p}M}. Một đa tạp được gọi là khả song nếu nó có ít nhất một trường mục tiêu.
Định lý - Một đa tạp là {\displaystyle M} là khả song khi và chỉ khi tồn tại một đẳng cấu {\displaystyle M}-phân thớ {\displaystyle TM\simeq M\times \mathbb {R} ^{n}}.
Nếu một đa tạp là khả song, ứng với mỗi trường mục tiêu {\displaystyle X_{1},\dots ,X_{n}}, ta có một ánh xạ {\displaystyle TM\to T^{*}M} cho bởi {\displaystyle f(X_{i})(X_{j})=\delta _{ij}}.
Một tập mở tọa độ {\displaystyle U\subset M} luôn là khả song.

## Ví dụ
Ví dụ đơn giản nhất là {\displaystyle \mathbb {R} ^{n}}. Trong trường hợp này, phân thớ tiếp tuyến là tầm thường: mỗi {\displaystyle T_{x}\mathbf {\mathbb {R} } ^{n}} là đẳng cấu đối với {\displaystyle T_{0}\mathbb {R} ^{n}} qua ánh xạ {\displaystyle \mathbb {R} ^{n}\to \mathbb {R} ^{n}} bằng phép trừ đi {\displaystyle x}, cho ta một vi phôi {\displaystyle T\mathbb {R} ^{n}\to \mathbb {R} ^{n}\times \mathbb {R} ^{n}}.
Một ví dụ đơn giản khác là vòng tròn đơn vị, {\displaystyle S^{1}} (xem hình trên). Phân thớ tiếp tuyến của vòng tròn cũng tầm thường và đẳng cấu với {\displaystyle S^{1}\times \mathbb {R} }. Về mặt hình học, đây là một hình trụ có chiều cao vô hạn.
Các phân thớ tiếp tuyến duy nhất có thể dễ dàng hình dung là các phân thớ tiếp tuyến của đường thẳng thực {\displaystyle \mathbb {R} } và vòng tròn đơn vị {\displaystyle S^{1}}, cả hai đều tầm thường. Đối với đa tạp 2 chiều, phân thớ tiếp tuyến là 4 chiều và do đó khó hình dung.
Một ví dụ đơn giản về phân thớ tiếp tuyến không tầm thường là hình cầu đơn vị {\displaystyle S^{2}}: phân thớ tiếp tuyến này là không tầm thường: đây là hệ quả của định lý bóng lông. Do đó, hình cầu là một đa tạp không khả song.